# André Wormser
André Wormser (París, Illa de França, 11 de novembre de 1851 - 4 de novembre, 1926) fou un compositor i professor de piano francès.
Estudià en el Conservatori de la seva ciutat nadiua i el 1875 aconseguí el gran Premi de Roma, on hi havia enviat diverses obres simfòniques, que cridaren l'atenció dels entesos.
Músic de gran talent i no menor sinceritat, no sempre l'acompanyà la fortuna, pel que, abans d'envilir-se en el seu art, preferí guanyar-se el seu pa com a professor de piano. Per aquesta causa, la seva producció no és gaire abundant, però si de gran perfecció tècnica i claredat d'estil.

## Obres
- Les Lupercales,
- Suite tzigane,
- Diane et Endymion, òpera.
- Adèle de Ponthieu, òpera.
- Le dragon vert, òpera.
- Rivoli, (1896. òpera.
- L'enfant prodigue, pantomima,
- L'Etoile, ballet.

Així com la música pels Miserable de Hugo, i inspirades melodies vocals.